# Microbioteris
|  | Per a altres significats, vegeu «Microbioteri (gènere)». |

Els microbioteris (Microbiotheria) formen un ordre de metateris. El seu representant més primitiu és Khasia cordillerensis, conegut a partir de dents fòssils de sediments del Danià de Tiupampa (Bolívia). L'únic membre vivent de l'ordre és el colocolo (Dromiciops gliroides).